# Чарный, Исаак Абрамович
Исаа́к Абра́мович Ча́рный (6 сентября 1909, Гомель — 1 августа 1967, Москва) — советский механик и математик. Лауреат Сталинской премии (1949), доктор технических наук (1939), профессор (1941).

## Биография
Родился в Гомеле, в семье крупного инженера-электротехника Абрама Соломоновича Чарного; мать, Анна Вениаминовна, была зубным врачом.
Окончил физико-математический факультет Московского университета в 1931 году. В ходе обучения защитил кандидатскую диссертацию на тему «О колебаниях давления при переменном движении жидкости в трубах». Работал в Государственном исследовательском нефтяном институте, с 1930 года преподавал в МНИ имени И. М. Губкина (на кафедре промысловой и нефтезаводской механики, с 1941 года — профессор, с 1943 года — заведующий кафедрой теоретической механики и гидравлики, с 1946 года — заведующий кафедрой общей и подземной гидромеханики). С 1954 по 1960 годы (одновременно) — старший научный сотрудник механико-механического факультета МГУ имени М. В. Ломоносова. С 1955 года (одновременно) — старший научный сотрудник Института механики АН СССР.
Основные труды в области гидромеханики и теории дифференциальных уравнений с частными производными. Научные интересы профессора И. А. Чарного были тесно связаны с решением задач в области неустановившегося движения жидкости по трубам, теории фильтрации, подземной гидромеханики. Автор теории использования горизонтальных и пологозалегающих водоносных пластов для подземных хранилищ газа. Заложил теоретические основы разработки месторождений нефти и газа.
Умер 1 августа 1967 года. Похоронен на Востряковском кладбище.

## Монографии
- Расчёт, сооружение и эксплуатация водозеркального подогрева (с соавторами). М.: Гостоптехиздат, 1933.
- Расчёт сроков слива светлых нефтепродуктов из блока железнодорожных цистерн. М.: Бензоскладстрой, 1936.
- Подземная гидромеханика. М.: Гостоптехиздат, 1948.
- Неустановившееся движение реальной жидкости в трубах. М.: Гостоптехиздат, 1951.
- Основы подземной гидравлики. М.: Гостоптехиздат, 1956.
- Основы газовой динамики. М.: Гостоптехиздат, 1961.
- Подземная гидрогазодинамика. М.: Гостоптехиздат, 1963.
- Хранение газа в горизонтальных и пологозалегающих водоносных пластах (с соавторами). М.: Недра, 1968.
- Неустановившееся движение реальной жидкости в трубах. М.: Недра, 1975.

## Признание
- Сталинская премия второй степени (1949) — за труд «Научные основы разработки нефтяных месторождений» (1948)